# Antiochos X.
Antiochos X. Eusebes Philopator (altgriechisch Ἀντίοχος Εὐσεβής Φιλοπάτωρ Antíochos Eusebḗs Philopátōr) war einer der Prätendenten in den verworrenen Familienfehden gegen Ende der Seleukidendynastie. Seine Regierung begann 95 v. Chr., seine erste Leistung war der Sieg über seinen Vetter Seleukos VI. Epiphanes, mit dem er den Tod seines Vaters Antiochos IX. Kyzikenos kurz zuvor rächte.

## Hintergrund

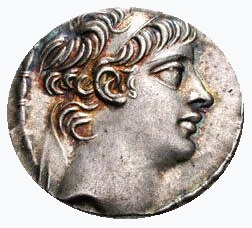
Münzporträt des Antiochos X.

Seleukos VI. hatte im Jahr 95 vor Christi den bisherigen Anführer Anliochos IX. Kyzikenos vom Thron gestürzt und ermorden lassen. Nun erhob dessen Sohn Antiochos X., der Eusebes genannt wurde, Anspruch auf diesen Thron. Er begab sich in die Stadt Arados und ließ und sich dort krönen. Er regierte die Stadt Antiochia und ihre Umgebung und begann einen Krieg gegen Seleukos VI. und dessen Brüder, die Nabatäer und die Parther. Nahe bei Mopsuestia in Kilikien kam es zum Kampf, aus dem Antiochos X. als Sieger hervorging. Er erlangte dadurch die Herrschaft und Seleukos VI. flüchtete nach Mopsuestia, wo er sich das Leben genommen haben soll, ehe ihn die Stadtbevölkerung töten lassen konnte. Antiochos XI. und Philippos I., die Brüder von Seleukos VI., brachten die Stadt in ihren Besitz und zerstörten sie, um den Tod des Bruders zu rächen. Sie betrachteten sich nun als dessen Erben und erhoben ihrerseits Anspruch auf den Thron und zogen nach Antiochia. Auf dem Weg dorthin kam es erneut zur Schlacht und sie wurden von Antiochos X. Eusebes besiegt. Antiochos XI., der eine der Zwillingsbrüder, ertrank nach dem Kampf auf der Flucht im Orontes. Philippos I. setzte den Krieg gegen Antiochos X. fort. Durch seinen Bruder Demetrios III., der von Zypern aus nach Damaskus gekommen war und der nun gemeinsam mit Philippos I. gegen das Heer des Antiochos X. kämpfte, wendete sich das Blatt zu seinen Ungunsten. Die Brüder teilten das Reich nun unter sich auf. Nach dem Tod von Demetrios III. kam der jüngste der Brüder Antiochos XII. ernannte sich an dessen Stelle zum König. Er fiel in einer Schlacht bei Motho und so kam Antiochos X. erneut an die Macht und teilte sich das Reich nun mit Philippos I. bis im Jahr 83 v. Chr. aus Armenien ein neuer König namens Tigranes II. in das Gebiet eindrang und beide entmachtete.
Unklar ist der Zeitpunkt seines Sturzes: Josephus berichtet, er sei um 90 v. Chr. im Kampf gegen die Parther gefallen (Antiochia ging um diese Zeit mit Sicherheit an Philipp I. Philadelphos über), wohingegen bei Appian zu lesen ist, dass er bei der Invasion des armenischen Königs Tigranes II. im Jahr 83 v. Chr. gefallen sei – jedoch bliebe in diesem Fall eine Lücke von mehreren Jahren, in denen über ihn nichts bekannt ist.
Selene Kleopatra war die Witwe des Antiochos X. Eusebes. Sie war zuvor schon mit den Vater und dem Onkel vermählt.
Einer seiner Söhne, Antiochos XIII. Asiaticus, wurde von Gnaeus Pompeius Magnus zum Klientelkönig von Syrien gemacht, nachdem er Tigranes geschlagen hatte.